# Bahnstrecke Toul–Rosières-aux-Salines
| Bahnhof Neuves-Maisons ca. 1908 |                      |                                                                                       |                                                                                   |
| Streckenverlauf |                      |                                                                                       |                                                                                   |
| Streckennummer (SNCF): | 039 000              |                                                                                       |                                                                                   |
| Kursbuchstrecke (SNCF): | 27                   |                                                                                       |                                                                                   |
| Streckenlänge: | 42,9 km              |                                                                                       |                                                                                   |
| Spurweite: | 1435 mm (Normalspur) |                                                                                       |                                                                                   |
| Stromsystem: | 25 kV 50 Hz ~        |                                                                                       |                                                                                   |
| Maximale Neigung: | 7 ‰                  |                                                                                       |                                                                                   |
| Streckengeschwindigkeit: | 40 km/h              |                                                                                       |                                                                                   |
| Zweigleisigkeit: | ehemals ja           |                                                                                       |                                                                                   |
| |                      |                                                                                       |                                                                                   |
| \| \| \| Bahnstrecke Paris–Strasbourg von Paris-Ost \| \| \| \| 319,4 0,0 \| Toul \| 221 m \| \| \| \| \| \| \| \| \| Bahnstrecke Paris–Strasbourg nach Strasbourg-Ville über Nancy u. Rosières-aux-Salines \| \| \| \| \| \| \| \| \| 0,9 \| Ende Bahnstrom 25 kV \| Ende Bahnstrom 25 kV \| \| \| 1,1 \| Canal de la Marne au Rhin (33 m) \| Canal de la Marne au Rhin (33 m) \| \| \| 1,3 \| D 611 (ehem. N 411) (8 m) \| D 611 (ehem. N 411) (8 m) \| \| \| 1,7 \| Ingressin (5 m) \| Ingressin (5 m) \| \| \| 1,9 \| Mosel (207 m) \| Mosel (207 m) \| \| \| 2,3 \| D 400 N 4 \| D 400 N 4 \| \| \| 3,9 \| A 31 \| A 31 \| \| \| \| \| \| \| \| 5,0 \| Abzw. Verbindungsstrecke zur Bahnstrecke Culmont-Chalindrey–Toul \| Abzw. Verbindungsstrecke zur Bahnstrecke Culmont-Chalindrey–Toul \| \| \| \| \| \| \| \| 5,0 \| Chaudeney-sur-Moselle \| 208 m \| \| \| 7,0 \| Pierre-la-Treiche \| 214 m \| \| \| 11,1 \| Villey-le-Sec-en-Haye \| 216 m \| \| \| \| Strecke zum Grande-Goutte-Steinbruch (1911–193x) \| \| \| \| 17,4 \| Maron 223 m \| Maron 223 m \| \| \| 22,5 \| Chaligny \| 223 m \| \| \| \| Straßenbahn Nancy (Linie 14, CGFT) \| \| \| \| 22,6 \| D 974 (ehem. RN 74) \| D 974 (ehem. RN 74) \| \| \| \| \| \| \| \| 22,9 \| Bahnstrecke Jarville-la-Malgrange–Mirecourt von Mirecourt über Pont-Saint-Vincent \| Bahnstrecke Jarville-la-Malgrange–Mirecourt von Mirecourt über Pont-Saint-Vincent \| \| \| \| \| \| \| \| 23,3 12,2 \| Neuves-Maisons \| 223 m \| \| \| \| Bahnstrecke Jarville-la-Malgrange–Mirecourt Jarville-la-M. \| \| \| \| \| Bahnstrecke Bayon–Neuves-Maisons n. Bayon (Militärbahn) \| \| \| \| 27,5 \| Canal de jonction de Nancy (30 m) \| Canal de jonction de Nancy (30 m) \| \| \| 28,2 \| D 570 (ehem. N 57) \| D 570 (ehem. N 57) \| \| \| 28,2 \| A 330 \| A 330 \| \| \| 34,7 \| Ville-en-Vermois \| 243 m \| \| \| 36,6 \| A 33 \| A 33 \| \| \| 38,5 \| Viaduc du Petit Rhône (112 m) \| Viaduc du Petit Rhône (112 m) \| \| \| 41,6 \| Meurthe (50 m) \| Meurthe (50 m) \| \| \| \| Bahnstrecke Paris–Strasbourg v. Paris über Toul und Nancy \| \| \| \| 42,9 370,1 \| Rosières-aux-Salines (exBHF) \| 211 m \| \| \| 370,5 \| A 33 \| A 33 \| \| \| \| Bahnstrecke Paris–Strasbourg nach Strasbourg-Ville \| \| |                      |                                                                                       |                                                                                   |
| |                      | Bahnstrecke Paris–Strasbourg von Paris-Ost                                            |                                                                                   |
| Bahnhof | 319,4 0,0            | Toul                                                                                  | 221 m                                                                             |
| |                      |                                                                                       |                                                                                   |
| |                      | Bahnstrecke Paris–Strasbourg nach Strasbourg-Ville über Nancy u. Rosières-aux-Salines |                                                                                   |
| |                      |                                                                                       |                                                                                   |
| | 0,9                  | Ende Bahnstrom 25 kV                                                                  | Ende Bahnstrom 25 kV                                                              |
| Brücke über Wasserlauf (Strecke außer Betrieb) | 1,1                  | Canal de la Marne au Rhin (33 m)                                                      | Canal de la Marne au Rhin (33 m)                                                  |
| Brücke (Strecke außer Betrieb) | 1,3                  | D 611 (ehem. N 411) (8 m)                                                             | D 611 (ehem. N 411) (8 m)                                                         |
| Brücke über Wasserlauf (Strecke außer Betrieb) | 1,7                  | Ingressin (5 m)                                                                       | Ingressin (5 m)                                                                   |
| Brücke über Wasserlauf (Strecke außer Betrieb) | 1,9                  | Mosel (207 m)                                                                         | Mosel (207 m)                                                                     |
| Strecke mit Straßenbrücke (Strecke außer Betrieb) | 2,3                  | D 400 N 4                                                                             | D 400 N 4                                                                         |
| Strecke mit Straßenbrücke (Strecke außer Betrieb) | 3,9                  | A 31                                                                                  | A 31                                                                              |
| |                      |                                                                                       |                                                                                   |
| Abzweig geradeaus und von rechts (Strecke außer Betrieb) | 5,0                  | Abzw. Verbindungsstrecke zur Bahnstrecke Culmont-Chalindrey–Toul                      | Abzw. Verbindungsstrecke zur Bahnstrecke Culmont-Chalindrey–Toul                  |
| |                      |                                                                                       |                                                                                   |
| Bahnhof (Strecke außer Betrieb) | 5,0                  | Chaudeney-sur-Moselle                                                                 | 208 m                                                                             |
| Haltepunkt / Haltestelle (Strecke außer Betrieb) | 7,0                  | Pierre-la-Treiche                                                                     | 214 m                                                                             |
| Haltepunkt / Haltestelle (Strecke außer Betrieb) | 11,1                 | Villey-le-Sec-en-Haye                                                                 | 216 m                                                                             |
| Strecke · U-Bahn-Strecke von links (außer Betrieb) |                      | Strecke zum Grande-Goutte-Steinbruch (1911–193x)                                      | Strecke zum Grande-Goutte-Steinbruch (1911–193x)                                  |
| Bahnhof (Strecke außer Betrieb) · U-Bahn-Betriebs-/Güterbahnhof Streckenende | 17,4                 | Maron 223 m                                                                           | Maron 223 m                                                                       |
| Bahnhof (Strecke außer Betrieb) | 22,5                 | Chaligny                                                                              | 223 m                                                                             |
| Kreuzung mit U-Bahn geradeaus unten (Strecken außer Betrieb) |                      | Straßenbahn Nancy (Linie 14, CGFT)                                                    | Straßenbahn Nancy (Linie 14, CGFT)                                                |
| Strecke mit Straßenbrücke (Strecke außer Betrieb) | 22,6                 | D 974 (ehem. RN 74)                                                                   | D 974 (ehem. RN 74)                                                               |
| |                      |                                                                                       |                                                                                   |
| Strecke quer · Kreuzung geradeaus oben (Strecke geradeaus außer Betrieb) · Strecke von rechts | 22,9                 | Bahnstrecke Jarville-la-Malgrange–Mirecourt von Mirecourt über Pont-Saint-Vincent     | Bahnstrecke Jarville-la-Malgrange–Mirecourt von Mirecourt über Pont-Saint-Vincent |
| |                      |                                                                                       |                                                                                   |
| Bahnhof · Bahnhof | 23,3 12,2            | Neuves-Maisons                                                                        | 223 m                                                                             |
| Abzweig geradeaus und ehemals nach links · Abzweig quer und nach links · Strecke quer |                      | Bahnstrecke Jarville-la-Malgrange–Mirecourt Jarville-la-M.                            | Bahnstrecke Jarville-la-Malgrange–Mirecourt Jarville-la-M.                        |
| Abzweig geradeaus und ehemals nach rechts |                      | Bahnstrecke Bayon–Neuves-Maisons n. Bayon (Militärbahn)                               | Bahnstrecke Bayon–Neuves-Maisons n. Bayon (Militärbahn)                           |
| Brücke über Wasserlauf | 27,5                 | Canal de jonction de Nancy (30 m)                                                     | Canal de jonction de Nancy (30 m)                                                 |
| Strecke mit Straßenbrücke | 28,2                 | D 570 (ehem. N 57)                                                                    | D 570 (ehem. N 57)                                                                |
| Strecke mit Straßenbrücke | 28,2                 | A 330                                                                                 | A 330                                                                             |
| ehemaliger Bahnhof | 34,7                 | Ville-en-Vermois                                                                      | 243 m                                                                             |
| Strecke mit Straßenbrücke | 36,6                 | A 33                                                                                  | A 33                                                                              |
| Brücke über Wasserlauf | 38,5                 | Viaduc du Petit Rhône (112 m)                                                         | Viaduc du Petit Rhône (112 m)                                                     |
| Brücke über Wasserlauf | 41,6                 | Meurthe (50 m)                                                                        | Meurthe (50 m)                                                                    |
| |                      | Bahnstrecke Paris–Strasbourg v. Paris über Toul und Nancy                             |                                                                                   |
| Haltepunkt / Haltestelle, ehemaliger Bahnhof | 42,9 370,1           | Rosières-aux-Salines (exBHF)                                                          | 211 m                                                                             |
| Strecke mit Straßenbrücke | 370,5                | A 33                                                                                  | A 33                                                                              |
| |                      | Bahnstrecke Paris–Strasbourg nach Strasbourg-Ville                                    |                                                                                   |

Die Bahnstrecke Toul–Rosières-aux-Salines ist eine französische, teilweise verschwundene, zweigleisige Alternativverbindung zur wenig nördlich verlaufenden Bahnstrecke Paris–Strasbourg. Zwischen Toul und Rosières-aux-Salines verkürzt sie in Umgehung des Eisenbahnknotens Nancy die Entfernung zwischen diesen beiden Bahnhöfen um 7,8 Kilometer. Der westliche Abschnitt bis BK 22,9 sowie die Verbindungskurve zur Bahnstrecke Jarville-la-Malgrange–Mirecourt westlich von Neuves-Maisons wurde 2023 offiziell stillgelegt. Ausschlaggebend für die Schließung war der hohe Instandhaltungs- und Sicherungsaufwand mit 20 Brückenbauwerken und 15 Bahnübergängen. Die Umwandlung in einen Voie Verte wird angestrebt.

## Geschichte

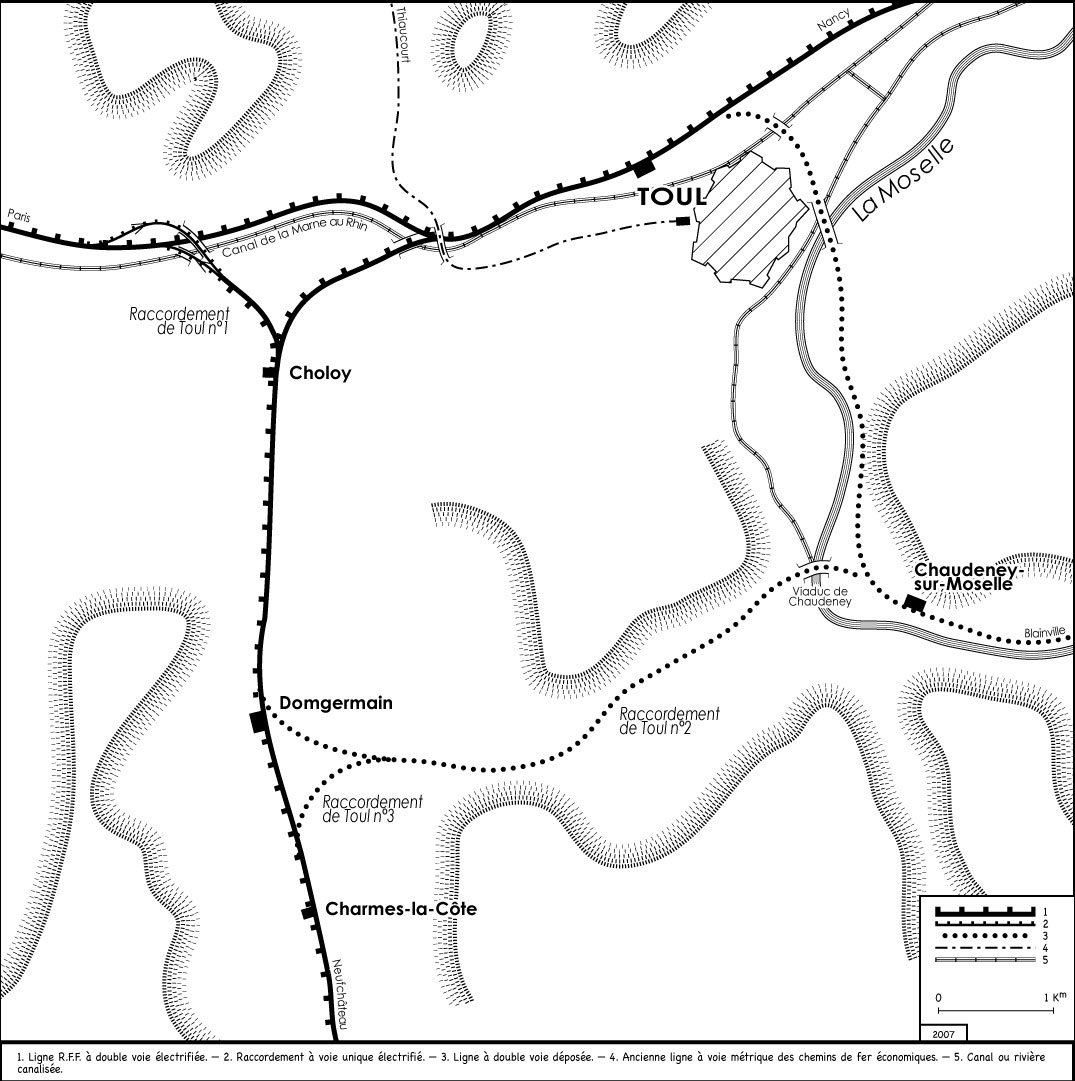
Streckenabschnitt südöstlich von Toul

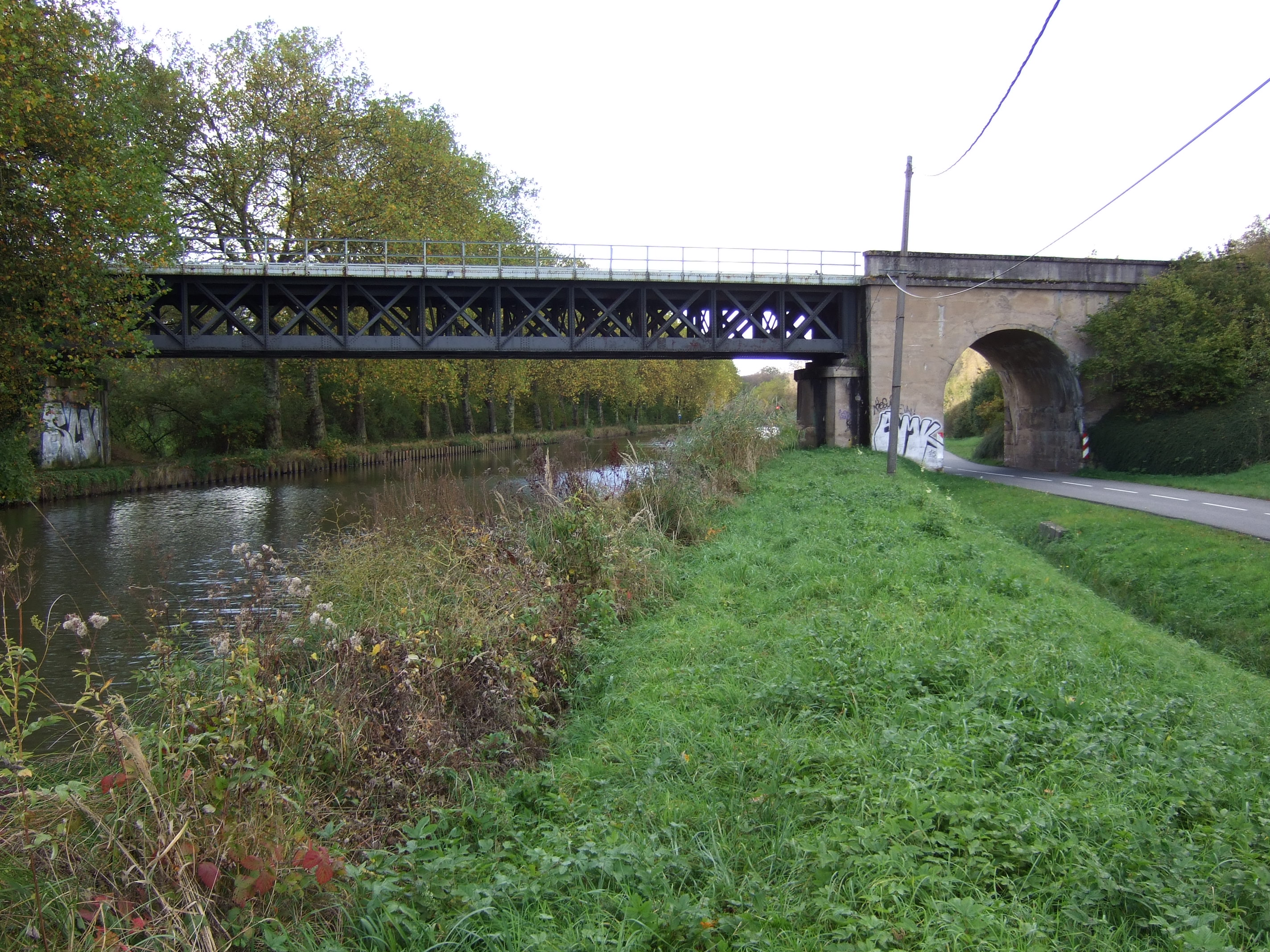
Brücke über den Canal de jonction de Nancy

Als Anfangsdatum dieser Strecke kann der 3. März 1887 gelten, an dem gleichzeitig die Erklärung des öffentlichen Interesses, also die Bewilligung der Personenbeförderung, als auch die Konzessionserteilung des ersten 22,5 km langen Abschnitts bis Chaligny an die Chemins de fer de l’Est (EST) erfolgt ist.
Der Bau erfolgte zügig direkt in doppelspuriger Ausführung, man erwartete offensichtlich ein hohes Verkehrsaufkommen. Am 15. August 1896 ging dieser Abschnitt in ganzer Länge in Betrieb.
Ähnlich schnell ging es mit der östlichen Streckenhälfte: Sie wurde am 28. Februar 1923 für öffentlich interessant befunden und für die EST konzessioniert und am 15. Mai 1933 – ebenfalls doppelgleisig – eröffnet. Der Verkehr wurde auf Omnibusse umgestellt. Während des Zweiten Weltkriegs wurde der Personenverkehr zwischen dem 2. September 1939 und Oktober 1946 reaktiviert.
Rund um Toul wurde aus strategischen Gründen der Verkehr kreuzungsfrei konzipiert, was den Bau etlicher Überwerfungsbauwerke erforderte, im Falle dieser Bahnstrecke wurde dieses bei BK 22,9 zur Überleitung zur Bahnstrecke Jarville-la-Malgrange–Mirecourt gebaut. Größtes Einzelbauwerk war der 1,1 km lange, schnurgerade Tunnel de Torcenay.
Nach der Verstaatlichung aller Privatbahnen und Betriebsführung durch die SNCF ab 1938 wurde der Personenverkehr zum 1. Juli 1939 geschlossen. Für den so wichtigen Güterverkehr vollzog sich die Schließung langsamer: 1964 ging zunächst das etwa zwölf Kilometer lange Teilstück Chaudeney-sur-Moselle–Maron vom Netz, in den 1970er Jahren die beiden 6,329 und 1,377 km langen Überwerfungsbauwerke bei Toul, zum 1. März 1989 der restliche Abschnitt ab Toul mit fünf Kilometer Länge, zum 1. Januar 1990 die fünf Kilometer lange Strecke von Maron nach Chaligny und in dem darauf folgenden Jahrzehnt der Abschnitt von Chaligny nach Neuves-Maisons einschließlich der beiden je etwa 500 Meter langen Verbindungskurven in Neuves-Maisons, die Fahrten von Toul nach Pont-Saint-Vincent bzw. Toul nach Nancy ermöglichten.
Das ehemals auf der gesamten Strecke vorhandene zweite Streckengleis wurde 1995 zwischen Toul und Neuves-Maisons sowie 2016 auch zwischen Neuves-Maisons und Rosières-aux-Salines abgebaut. Die formale Stilllegung des ungenutzten Streckenteils von Toul bis Neuves-Maisons erfolgte zum 7. September 2023.
Die Bemühungen einer Umweltschutzorganisation, die Strecke aus Lärmschutzgründen zugunsten der Stadtbevölkerung von Nancy sowie der Vermeidung des Baus eines dritten Gleises zur Entlastung der innerstädtischen Stammstrecke, zu erhalten, wie in L’Est Républicain am 18. Januar 2009 veröffentlicht worden ist, ist damit gescheitert. Im Gespräch war auch ein Eisenbahn„ring“, der genau diese beiden Streckenteile zwischen Toul und Rosières kombinieren sollte.
Infrastrukturbetreiber des Abschnitts (Pont-Saint-Vincent–)Neuves-Maisons–Rosières-aux-Salines ist seit Anfang 2018 die Europorte-Tochterfirma Europorte Services/Socorail als Subunternehmer (Gestionnaire d’Infrastructure Conventionné, GIC) des Netzbetreibers SNCF Réseau.